# Faculdade de Psicologia e Ciências da Educação da Universidade de Coimbra

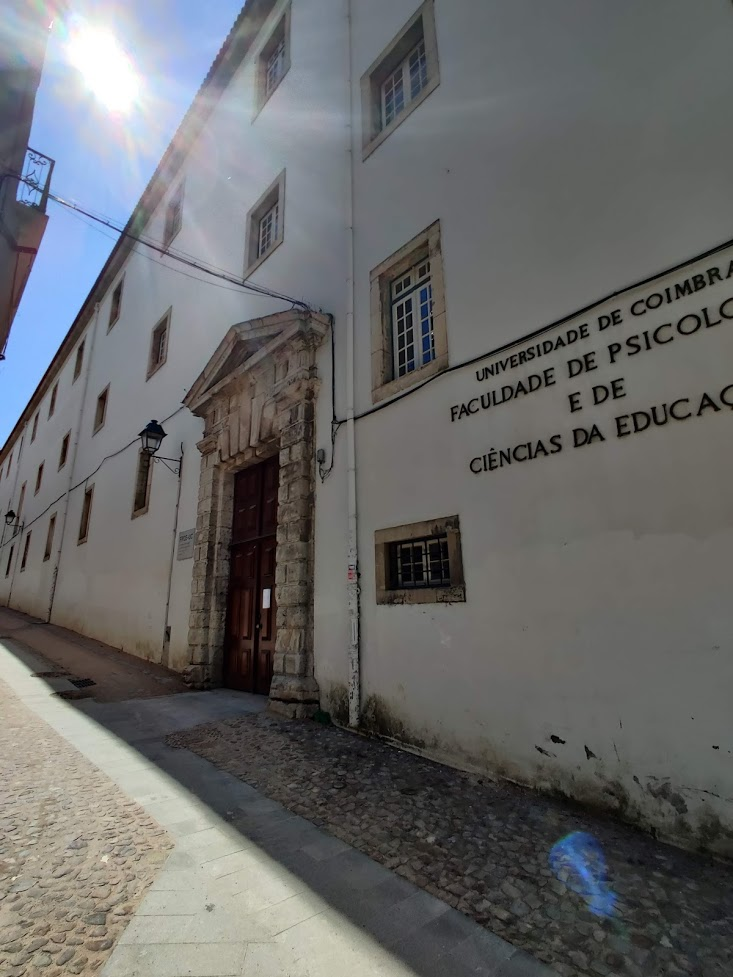
Faculdade de Psicologia e Ciências da Educação da Universidade de Coimbra

A Faculdade de Psicologia e Ciências da Educação da Universidade de Coimbra (FPCEUC) é uma das oito faculdades que constituem a Universidade de Coimbra. É uma das mais recentes unidades orgânicas da Universidade de Coimbra. A sua atual diretora é a Professor Doutora Maria Paula Paixão.

## História
As origens históricas da Faculdade de Psicologia e de Ciências da Educação datam de 1911/12, quando, no âmbito do Curso de Filosofia da Faculdade de Letras e do Curso de Habilitação ao Magistério Primário começou a ensinar-se pela primeira vez, na Universidade de Coimbra, a Pedagogia e a História da Pedagogia.
No ano letivo de 1976/77 começou a funcionar, pela primeira vez em Coimbra, o Curso Superior de Psicologia, tendo como sede provisória a Faculdade de Letras. Pelo Decreto-Lei nº529/80, de 5 de novembro, passa a designar-se Faculdade de Psicologia e de Ciências da Educação.
Atualmente a Faculdade de Psicologia e de Ciências da Educação ministra o Mestrado Integrado em Psicologia, dois Cursos de Licenciatura (Ciências da Educação desde 1990 e Serviço Social desde 2005), bem como, mestrados, doutoramentos e pós-graduações nas três áreas científicas que enquadra.
No domínio da internacionalização a Faculdade de Psicologia e de Ciências da Educação tem acordos de mobilidade com diversas universidades e instituições internacionais de ensino superior de prestígio e oferece um Mestrado Europeu apoiado pelo Programa Erasmus Mundus.